# Pedro Santana (ganadero)
Pedro Pablo de San Luis Santana Carvallo (c. 1945-14 de agosto de 2020) fue un productor ganadero venezolano. Santana fue detenido en 2019 y falleció añ año siguiente como consecuencia de complicaciones médicas bajo arresto domiciliario.

## Biografía
Santana fue detenido el 29 de agosto de 2019 por funcionarios de la Dirección General de Contrainteligencia Militar en su casa de El Rosal, en Caracas, acusado de presunta «vinculación con actos terroristas» con explosivos contra la sede del Palacio de Justicia. La organización no gubernamental Foro Penal clasificó su detención como arbitraria. Falleció en arresto domiciliario como consecuencia de varias complicaciones médicas.